# Habítame siempre
Habítame siempre è l'undicesimo album in studio della cantante messicana Thalía, pubblicato nel 2012.

## Tracce
Edizione standard
1. Habítame siempre – 4:01
2. Con los años que me quedan (feat. Leonel García, Samo & Jesús Navarro) – 4:56
3. Manías – 3:49
4. Te perdiste mi amor (feat. Prince Royce) – 3:40
5. No Soy el aire – 4:06
6. Bésame mucho (feat. Michael Bublé) – 3:39
7. Regalito de Dios – 3:12
8. Tómame o déjame – 3:39
9. Muñequita linda (Te quiero dijiste) (feat. Robbie Williams) – 3:34
10. Bésame – 4:36
11. Dime si ahora (feat. Gilberto Santa Rosa) – 4:42
12. Ojalá – 3:41

## Classifiche
| Paese                        | Posizione più alta |
| ---------------------------- | ------------------ |
| Messico                      | 1                  |
| Spagna                       | 26                 |
| Stati Uniti Latin Pop Albums | 1                  |